# Cedros, Mexiko
Cedros är en ort i Mexiko.   Den ligger i kommunen Rosario och delstaten Sonora, i den nordvästra delen av landet, 1 400 km nordväst om huvudstaden Mexico City. Cedros ligger 365 meter över havet och antalet invånare är 356.
Terrängen runt Cedros är platt åt nordväst, men åt sydost är den kuperad.  Trakten runt Cedros är nära nog obefolkad, med mindre än två invånare per kvadratkilometer. Närmaste större samhälle är Rosario, 11,7 km nordväst om Cedros. I omgivningarna runt Cedros växer huvudsakligen savannskog.